# 陸倕
陸倕（470年—526年），字佐公，吳郡吳縣人。祖父南朝宋東陽太守陸子真。父南朝齊太常卿陸慧曉。晉太尉陸玩的六世孫。為竟陵八友之一。

## 生平
陸倕年少好學，會寫文章，在家院內建有兩間茅屋，與外人杜絕往來，晝夜讀書其中，如此數年。陸倕記憶力驚人，可以將《漢書·五行志》默寫一遍。還工於行書、草書。他寫過《感知己賦》送給好友任昉。曾在齊、梁二朝當官。梁武帝令他作《新刻漏銘》、《石闕銘》，載於《文選》，梁武帝称之“辞义典雅，足为佳作”。並賜絹三十匹。遷太子庶子、國子博士，後以母憂去職。南朝梁普通七年（526年）去世。陸倕是竟陵八友中年龄最小的。

## 延伸阅读
[在维基数据编辑]
 在维基文库阅读此作者作品
 《梁書/卷27》，出自姚思廉《梁書》